# Hadena albescens
Hadena albescens là một loài bướm đêm trong họ Noctuidae.